# 中国科学技术大学
中国科学技术大学，标准简称为中国科大，常用简称科大、中科大、中国科技大学或科技大，是中国大陆的一所公立研究型大学，主体部分文革时期从北京迁出，现位于安徽省合肥市。
中國科學技術大學是中华人民共和国理工科排名前列的高校之一，現時屬於「泰晤士高等教育世界百強大學」、「美國新聞與世界報道世界百強大學」及「軟科世界百強大學」，是“双一流A类”和原“985工程”、原“211工程”重点建设大学，隶属于中国科学院，是一所由中国科学院直属管理的全国重点大学。同時是九校联盟（C9）和长三角高校合作联盟成员，中国大学校长联谊会成员。2017年被教育部评选为世界一流大学。为东亚研究型大学协会和环太平洋大学联盟的成员。
中国科大实行“全院办校，所系结合”的办校方针，依托中国科学院的各个研究所，促进了教学与科研的一体化。注重数理基础教学，自建校始长期实行五年制本科学制（与清华改革同步，1996年前后，商学院等少数几个院系本科学制改为四年。1995年招生的少年班预科其实也是1996年通过普通高考获得大学学籍，于2000年毕业。陈至立主导的高等教育大规模扩招施行后，2000年入学的本科新生学制全部改为四年制）。中科大是建国后成立的大学中第一批设立研究生院的大学；还于1978年在李政道等人的主持下，创办了著名的少年班，80年代后期以后，逐渐演化为从高一不满16岁经历普通高考（北京高考的情况，1995年分数线大约750分之600分）招生，培养了千人上下的14岁前后入校的大学生。从1963年开始有第一届毕业生以来，科大已有72名毕业生（截至2017年）陆续当选中国科学院或中国工程院院士，约每1000名本科毕业生就产生1名院士、700多名硕士博士。

## 现状
在校学生有15,500多人，其中博士生有9071多人，硕士生有17532人，本科生有7676人。目前开设47个本科专业、近100个博士学位点、8个国家重点一级学科、11个211工程国家重点学科建设项目以及4个国家人才培养基地。中国科大目前在合肥市有五个主要校区，以及位于市区以西的先进技术研究院，此外在苏州、上海、深圳等地分别建有研究院。2023年2月，确定建设中国科大未来技术学院（上海）。

## 历史

### 创办
在中华人民共和国建国之初，国家急需大批尖端科技人才，特别是新兴边缘科学技术领域（如核物理、空间科技等）。1957年11月13日，《人民日报》发表社论，正式提出“大跃进”口号。1958年初，北京地区一些研究所的科学家（包括钱学森、华罗庚等人）提出以中国科学院的科研力量为基础，采取“全院办校，所系结合”的方针，创办一所新型的社会主义大学。当年5月，中国科学院副院长张劲夫代表科学院向中央提出申请，刘少奇、周恩来、陈云、邓小平等中央领导人都表示赞成。随后，中国科学院院长郭沫若、教育部副部长黄松龄以及竺可桢、吴有训、严济慈、钱学森、杜润生、郁文、赵守攻、于光远等人组成大学筹备委员会，开始创办学校的筹备工作：“中国科学技术大学”被确立为学校名称，设置原子核物理和原子核工程系、技术物理系、化学物理系、物理热工系、无线电电子学系、自动化系、力学和力学工程系、放射化学和辐射化学系、地球化学和稀有元素系、高分子化学和高分子物理系、应用数学和计算技术系、生物物理系等12个系。1958年9月20日，中国科学技术大学进行了成立暨开学典礼；次日，《人民日报》报道了中国科学技术大学的成立，并称之为“我国教育史和科学史的一项重大事件”。

### 北京时期（1958年-1969年）

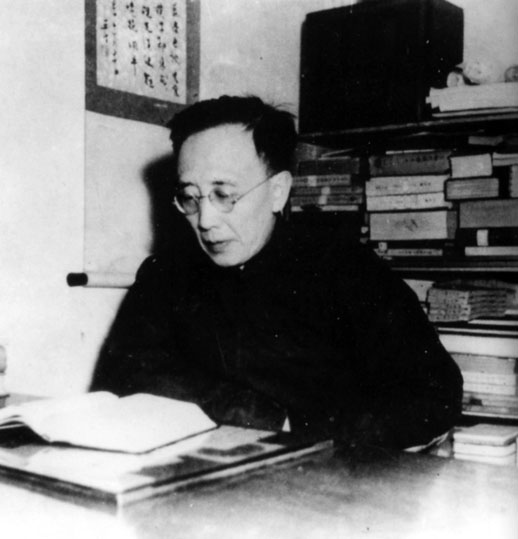
首任校长郭沫若

创建之初的校址在北京市玉泉路中共中央党校内。首任校长为郭沫若，郁文任党委书记。赵忠尧、钱学森、华罗庚、郭永怀、赵九章等当时的学科带头人分别兼任近代物理系、近代力学系、数学系、化学物理系、地球物理系等系系主任并时而亲自授课。在建校第二年，即1959年，被列为全国16所重点大学之一，成为当时最年轻的全国重点大学。1959年8月，中国科学情报大学并入该校，成立科学情报系。1963年7月14日，学校举行首届毕业典礼，时任副总理的陈毅、聂荣臻以及校长郭沫若等参加了毕业典礼。从1963年开始，科大曾短暂地招收过一些研究生，并有成立研究生院的计划，但由于文革的原因，没有能够实施。1966年，本科学制改为5年。1964年，学校进行了学科调整，将原有的12个系简并为数学系、物理系、近代化学系、近代物理系、近代力学系、无线电电子学系6个系。当年，学校学生总数超过3000人，教师有800多人。
1966年，随着文化大革命的开始，学校也无可避免地受到影响，毕业生分配被推迟到次年，本科生和研究生的录取被停止，学校则停课（1967年，部分年级曾复课）。

### 第二次创业（1970年-1992年）

#### 迁至合肥（1970年-1977年）
在文化大革命的严重冲击下，以及战备疏散的要求，尽管受到师生的一致反对，科大还是于1969年12月被迫搬出北京。搬迁处曾三易其址（初为河南南阳，后改安徽安庆），最终确定为安徽省省会合肥市，校址为原合肥师范学院。整个搬迁过程一直到1970年10月才基本完成，搬迁过程中图书、器材、教员均流失大半，其中教师数量不足百人。1972年，学校开始了重建工作；由于师资缺乏，1975年，学校在全国范围内挑选了300多名1967-1970届毕业生，组织他们回校学习，培训后作为补充师资。1972年到1976年期间，学校招收了一些学制3年的工农兵学员。虽然受到文革的严重影响，但学校的规模逐渐扩大，到1977年底，全校教师达到1157人。

#### 重新崛起（1978年-1992年）
1978年中共“拨乱反正”后，科大逐渐回到正常的办学轨道，开始了“第二次创业”的高潮。

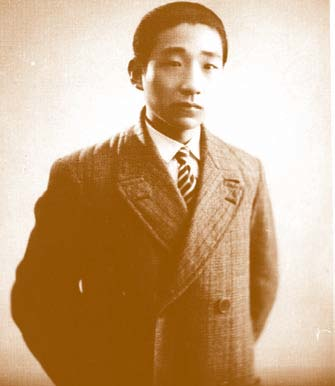
貝時璋，生物學家，中國生物物理學的奠基人。他在1978年至1982年間兼任中國科學技術大學研究生院生物學教學部主任。

在中央的支持下和时任副总理方毅的推动下，科大于1978年3月开设了少年班，选拔早慧的儿童不经高中进校学习，首期少年班共招收不满12岁的21名少儿大学生，例如宁铂。同年，中国科学院在北京设立了中国大陆文革后的第一个研究生院，由中国科技大学代为管理，并提出建立培养本科-硕士-博士的完整教育体系；首批录取的研究生为107名；1983年，中国大陆首批授予博士学位的18人中，有白志东、苏淳、李尚志、范洪义等7人为科大培养的研究生。从1979年开始，学校向国外派遣访问和进修学者，为学校的发展培养高科技人才。
1978年，第一任校长郭沫若去世；1980年，原副校长严济慈出任第二任校长；他随后提出了“创寰宇学府，育天下英才”的建校目标。1980年，科大帮助建立了合肥联合大学，副校长杨承宗兼任合肥联合大学校长。1983年，国家同步辐射实验室获得批准在科大设立，这也是第一个由高校运行的国家实验室。1984年，在邓小平的支持下，科大被国务院批准为七五期间国家重点建设的十所高校之一，科大再度成为中国大陆最受瞩目的理科大学之一。1986年，学校开始新校区（即现在的西校区）的建设。1992年，根据科技论文发表结果，科大被国家科委评选为中国四所科研业绩最强的大学之一。
1980年代，科大思想活跃，方励之、温元凯等人对时政的评论曾全国闻名。1986年12月上旬，中國科學技術大學學生因不滿合肥市西市區人大代表選舉，抗議中共不遵守“新選舉法”、違法干涉基層民主選擧，聯合安徽大學等高校4000餘名學生上街發起“要求進行民主選擧”的遊行。時任中國科學技術大學校長管惟炎、中國科學技術大學副校長方勵之和中國科學技術大學化學係主任、第六屆全國人大代表溫元凱等人曾公開支持。抗议活动逐渐演变成全国范围的一次学潮，进而扩散至北京、上海等地，史称八六学潮。後來，中國政府開展“反對資產階級自由化”運動，并平息了全國範圍内的學潮。1987年1月12日，管惟炎、方勵之同時遭到撤職，管惟炎調北京物理所任研究員，方勵之調北京天文臺任研究員。1月17日，方勵之被開除黨籍（六四期间逃入美国大使馆）。

### 第三次创业（1993年至今）
1993年，国家制定了《中国教育改革与发展纲要》，提出要办好100所左右的重点大学，开始实施“211工程”；随后1998年，教育部决定重点支持部分高校创建世界一流大学和高水平大学，即“985工程”。中国科大作为国家首批211工程（1995年进入）和985工程（1999年进入）支持对象，也大力推行教学科研改革和结构性调整，开始了第三次创业。1998年，中国科大加入了中国科学院实施的知识创新工程，从而获得了中国科学院更大的支持。
1999年12月18日，由原安徽劳动大学、皖南农学院衍变而成的合肥经济技术学院整建制整体合并进入中国科学技术大学，学校办学实力得到进一步增强。据《人民日报》华东版报道，原合肥经济技术学院是一所隶属于国家烟草专卖局，以培养本科生为主的多学科普通高校。这次合并是国家烟草专卖局和中国科学院共同推进高等教育管理体制改革的积极举措，是双方促进产学研结合，加强全面合作的重要内容。据中国科大档案馆1999年要闻记载：中国科学院、国家烟草专卖局在合肥隆重召开中国科学技术大学与合肥经济技术学院合并暨中国科学技术大学经济技术学院成立大会，原合肥经济技术学院整建制并入我校。安徽省政府省长王太华、中共安徽省委副书记方兆祥、中科院副院长白春礼、国家烟草专卖局局长倪益瑾等领导为“中国科学技术大学经济技术学院”揭牌，安徽省政府副省长黄岳忠、省政协副主席张润霞，国家烟草专卖局副局长潘必兴等出席大会。
2003年后经济技术学院撤销，学院全部师资分别进入中国科大数学、物理、化学、信息、传播、管理以及外语等专业进行科学教学工作，并将"中国科学技术大学烟草与健康研究中心"纳入中国科学技术大学创办高水平大学的发展方向。教学设备和方法进行更新，利用多功能教室以及多媒体计算机展开教学，并在校园中普及计算机网络，使得科大校园网成为国内高校中普及面和使用率最高的网络之一。
1998年，朱清时担任科大校长，开始推动学校改革；直到2008年离职，朱清时的任期长达10年，也是首任校长郭沫若之后，任期最长的校长。在担任校长期间，他提出了把学校建成“质量优异、特色鲜明、规模适度、结构合理的世界高水平研究型大学”的目标，并大力推动高层次人才的培养和引进以及积极营造创新环境。
从2003年开始，中国科学院开始进一步支持科大的改革和“全院办校、所系结合”的办学方针。2003年底，中科院下属的多个研究所的所长或院士被聘任为科大多个学院院长或系主任。并且在2003年至2006年期间，学校还与中科院的多数院属单位签署了全面合作协议。通过以中国科学院为依托，学校参与了国家大科学工程建设。
在此期间，学校举办了两次较受关注的校庆活动：四十周年校庆和五十周年校庆。

#### 四十周年校庆
1998年，学校建校40周年。时任中共中央总书记、国家主席的江泽民为中国科大四十周年校庆题词“面向二十一世纪，建设一流大学，培育一流人才”，时任中共中央政治局常委、全国人大常委会委员长的李鹏题词“庆祝中国科学技术大学四十周年，为国家科教事业做出新贡献”；此外，原全国人大常委会委员长乔石，原国务委员张劲夫，当时的全国人大常委会副委员长周光召、彭珮云、吴阶平以及全国政协副主席钱伟长、李贵鲜、朱光亚，中科院院长路甬祥、教育部部长陈至立、安徽省委书记回良玉等题词或致信祝贺。9月份，学校举办了各类纪念庆祝活动以及一系列的报告会和研讨会。当时还属于学校管理的北京研究生院和管理学院在北京也分别举行各种庆祝庆典活动。

#### 五十周年校庆
2008年是中国科大建校第五十年，为庆祝建校五十周年，学校成立了五十周年校庆顾问委员会。2008年9月20日，科大举行了建校五十周年纪念大会。中国邮政集团同日发行中国科大建校五十周年纪念邮票，这是中国邮政首次为名校五十周年校庆发行邮票。而国家天文台向国际天文学联合会小天体命名委员会申请通过了将编号为19298的一颗小行星正式命名为“中国科大星”，以纪念中国科大建校五十周年。
9月25日，中共中央总书记、中国国家主席胡锦涛发来贺信，向中国科学技术大学祝贺建校50周年。胡锦涛称赞中国科大“取得了一系列具有世界先进水平的原创性科技成果”，勉励科大“努力办成世界一流的研究型大学”。
9月27日，时任中共中央政治局委员、国务委员刘延东和教育部部长周济、安徽省委书记王金山、中国科学院常务副院长白春礼等视察中国科技大学并祝贺校庆。刘延东称赞中国科大是“新中国创办最成功的大学之一”、是“一所年轻的又充满希望的大学”。

## 领导团队

### 历任校领导
| 校长 - 郭沫若（1958.9－1978.6） - 严济慈（1980.2－1984.9） - 管惟炎（1985.4－1987.1） - 滕藤（1987.1－1988.2） - 谷超豪（1988.2－1993.7） - 汤洪高（1993.7－1998.6） - 朱清时（1998.6－2008.9） - 侯建国（2008.9－2015.1） - 万立骏（2015.3－2017.6） - 包信和（2017.6－2024.10） - 常进（2024.10－） | 党委书记 - 郁文（1958.9－1963.5） - 刘达（1963.5－1975.11） - 欧远方（1975.11－1977.9） - 武汝扬（1977.9－1978.10） - 杨海波（1978.11－1987.1） - 彭佩云（1987.1－1988.2） - 刘乃泉（1988.2－1990.4） - 汤洪高（1990.4－1993.8） - 余翔林（1993.8－1998.7） - 汤洪高（1998.7－2003.5） - 郭传杰（2003.5－2008.9） - 许武（2008.9－2018.5） - 舒歌群（2018.5－） |

## 学校标志
包括校色、校名、校徽、校歌、校训等，用以表达科大的特色，如办学理念、精神文化等。

### 色彩系统
色彩系统由校色（标准色）和8种辅助色组成。其中，校色为深蓝色，与中科院院徽的主色调一致，用作标准的校名、校徽样式的前景色。
| 校色（标准色） | 深蓝 C100 M80 Y0 K0  | 深蓝 C100 M80 Y0 K0  | 深蓝 C100 M80 Y0 K0 |
| 辅助色         | 红色 C5 M100 Y100 K0 | 浅蓝色 C35 M10 Y0 K0 | 黑色 C0 M0 Y0 K100  |
| 辅助色         | 灰色 C0 M0 Y0 K30    | 白色 C0 M0 Y0 K0     | 金色 C30 M37 Y5 K9  |
| 辅助色         | 银色 C28 M19 Y20 K0  | 褐色 C59 M90 Y88 K15 |                     |

### 校名
1958年6月8日，在学校筹备委员会第一次会议上，将校名定为“中国科学技术大学”，样式为校色呈现的郭沫若手书。中文标准全称为“中国科学技术大学”，标准简称为“中国科大”。英文标准全称为“University of Science and Technology of China”，标准简称为“USTC”。

### 校徽
科大校徽自上世纪60年代起，就设计为五瓣的梅花形外框，以及打开的书本与火箭的主体造型。校徽中嵌入了“中国科大”、“USTC”以及“1958”的字样。五十周年校庆前夕，校徽经过重新加工设计，保留了原版校徽梅花、火箭和书本等主体结构，将正式的中英文校名全称置于主体结构之外，环绕一圈，并在文字之外加以圆形边框。校徽的主色调为深蓝色，与校色相同，并采用透空设计。
四十周年校庆之际，学校还短暂使用过以USTC字母变形而成的火炬校徽。

### 校歌
科大校歌是《永恒的东风》，由首任校长郭沫若作词，音乐家吕骥作曲。歌词是在1958年建校之前写成，经周恩来总理修改，并由抗大校歌作曲者吕骥谱曲。歌词中“学习伟大领袖毛泽东”的词句，让校歌留下了深刻的时代烙印。但作为一种历史的传承，此校歌历经时代变迁，至今仍然沿用。

### 校训
“红专并进，理实交融”的校训源于科大校歌的歌词。在1959年9月建校周年之际，当时的校长郭沫若在开学典礼致辞中做了《勤奋学习，红专并进》的演讲，再次使用了类似的提法。1988年9月20日，当时的名誉校长严济慈在建校三十周年讲话中使用了“勤奋学习，理实交融，红专并进”来总结科大的校风。2003年9月，时任党委书记郭传杰在《思贤哲，学校训，创一流》一文中指出：“我们科大的校训‘红专并进，理实交融’，认真品味起来，不仅语言简约，文辞对称，且内涵深邃广博，入时合理，既含价值观，又有方法论。”校训可以解释为鼓励学生们在品德、政治和专业、学术上都得到全面正确发展，工作中动手动脑，理论和实践相结合。

## 院系结构
| 学部/学院                                                            | 学部/学院                      | 系                             |
| -------------------------------------------------------------------- | ------------------------------ | ------------------------------ |
| 少年班学院 (000)                                                     |                                |                                |
| 数学科学学院 (001)                                                   | 数学科学学院 (001)             | 数学系 (045)                   |
| 数学科学学院 (001)                                                   | 数学科学学院 (001)             | 计算与应用数学系 (046)         |
| 数学科学学院 (001)                                                   | 数学科学学院 (001)             | 概率统计系 (047)               |
| 物理学院 (203)                                                       | 物理学院 (203)                 | 物理系 (002)                   |
| 物理学院 (203)                                                       | 物理学院 (203)                 | 近代物理系 (004)               |
| 物理学院 (203)                                                       | 物理学院 (203)                 | 光学与光学工程系 (038)         |
| 物理学院 (203)                                                       | 物理学院 (203)                 | 天文学系 (022)                 |
| 物理学院 (203)                                                       | 物理学院 (203)                 | 工程与应用物理系 (048)         |
| 化学与材料科学学院 (206)                                             | 化学与材料科学学院 (206)       | 化学物理系 (003)               |
| 化学与材料科学学院 (206)                                             | 化学与材料科学学院 (206)       | 应用化学系 (012)               |
| 化学与材料科学学院 (206)                                             | 化学与材料科学学院 (206)       | 材料科学与工程系 (014)         |
| 化学与材料科学学院 (206)                                             | 化学与材料科学学院 (206)       | 化学系 (019)                   |
| 化学与材料科学学院 (206)                                             | 化学与材料科学学院 (206)       | 高分子科学与工程系 (020)       |
| 工程科学学院 (209)                                                   | 工程科学学院 (209)             | 近代力学系 (005)               |
| 工程科学学院 (209)                                                   | 工程科学学院 (209)             | 精密机械与精密仪器系 (009)     |
| 工程科学学院 (209)                                                   | 工程科学学院 (209)             | 热科学和能源工程系 (013)       |
| 工程科学学院 (209)                                                   | 工程科学学院 (209)             | 安全科学与工程系 (030)         |
| 信息与智能学部 (920)                                                 | 信息科学技术学院 (210)         | 电子工程与信息科学系 (006)     |
| 信息与智能学部 (920)                                                 | 信息科学技术学院 (210)         | 自动化系 (010)                 |
| 信息与智能学部 (920)                                                 | 计算机科学与技术学院 (011)     |                                |
| 信息与智能学部 (920)                                                 | 大数据学院 (229)               |                                |
| 信息与智能学部 (920)                                                 | 网络空间安全学院 (221)         |                                |
| 信息与智能学部 (920)                                                 | 微电子学院 (219)               |                                |
| 信息与智能学部 (920)                                                 | 软件学院 (225)                 |                                |
| 地球和空间科学学院 (208)                                             | 地球和空间科学学院 (208)       | 地球物理与空间科学技术系 (071) |
| 地球和空间科学学院 (208)                                             | 地球和空间科学学院 (208)       | 地球化学与行星科学系 (072)     |
| 生命科学与医学部 (910)                                               | 生命科学学院 (207)             | 分子生物学与细胞生物学系 (008) |
| 生命科学与医学部 (910)                                               | 神经生物学与生物物理学系 (021) |                                |
| 生命科学与医学部 (910)                                               | 系统生物学系 (031)             |                                |
| 生命科学与医学部 (910)                                               | 医药生物技术系 (032)           |                                |
| 生命科学与医学部 (910)                                               | 基础医学院 (912)               |                                |
| 生命科学与医学部 (910)                                               | 临床医学院 (913)               |                                |
| 生命科学与医学部 (910)                                               | 附属第一医院 (911)             |                                |
| 生命科学与医学部 (910)                                               | 生物医学工程学院 (916)         |                                |
| 管理学院 (204)                                                       | 管理学院 (204)                 | 工商管理系 (015)               |
| 管理学院 (204)                                                       | 管理学院 (204)                 | 管理科学系 (016)               |
| 管理学院 (204)                                                       | 管理学院 (204)                 | 统计与金融系 (017)             |
| 公共事务学院 (216)                                                   |                                |                                |
| 人文与社会科学学院 (211)                                             | 人文与社会科学学院 (211)       | 科技史与科技考古系 (024)       |
| 人文与社会科学学院 (211)                                             | 人文与社会科学学院 (211)       | 科技传播系 (025)               |
| 人文与社会科学学院 (211)                                             | 人文与社会科学学院 (211)       | 科技哲学系 (055)               |
| 人文与社会科学学院 (211)                                             | 人文与社会科学学院 (211)       | 心理学系（筹） (056)           |
| 马克思主义学院 (220)                                                 |                                |                                |
| 环境科学与工程系（直属） (240)                                       |                                |                                |
| 核科学技术学院 (214)                                                 | 核科学技术学院 (214)           | 加速器科学与工程物理系 (051)   |
| 核科学技术学院 (214)                                                 | 核科学技术学院 (214)           | 等离子体物理与聚变工程系 (052) |
| 核科学技术学院 (214)                                                 | 核科学技术学院 (214)           | 核科学与工程系 (053)           |
| 环境科学与光电技术学院(中国科学院安徽光学精密机械研究所) (217)       |                                |                                |
| 材料科学与工程学院(中国科学院金属研究所) (169)                       |                                |                                |
| 天文与空间科学学院(中国科学院紫金山天文台) (170)                     |                                |                                |
| 纳米技术与纳米仿生学院(中国科学院苏州纳米技术与纳米仿生研究所) (173) |                                |                                |
| 应用化学与工程学院(中国科学院长春应用化学研究所) (175)               |                                |                                |
| 生物医学工程学院（苏州）(中国科学院苏州生物医学工程技术研究所) (174) |                                |                                |
| 能源科学与技术学院(中国科学院广州能源研究所) (178)                   |                                |                                |
| 稀土学院(中国科学院赣江创新研究院) (179)                             |                                |                                |
| 国家级科研平台                                                       |                                |                                |
| 国家同步辐射实验室 (231)                                             |                                |                                |
| 合肥微尺度物质科学国家研究中心 (234)                                 |                                |                                |
| 火灾科学国家重点实验室 (232)                                         |                                |                                |
| 核探测与核电子学国家重点实验室 (236)                                 |                                |                                |
| 语音及语言信息处理国家工程实验室 (235)                               |                                |                                |
| 类脑智能技术及应用国家工程实验室 (238)                               |                                |                                |
| 热安全技术国家地方联合工程研究中心 (246)                             |                                |                                |
| 大尺度火灾国际联合研究中心 (237)                                     |                                |                                |
| 中国科学院量子信息与量子科技创新研究院 (291)                         |                                |                                |
| 国家高性能计算中心（合肥）(233)                                      |                                |                                |
| 安徽蒙城地球物理国家野外科学观测研究站                               |                                |                                |
| 校地合作机构                                                         |                                |                                |
| 苏州高等研究院 (226)                                                 |                                |                                |
| 上海研究院 (228)                                                     |                                |                                |
| 北京研究院 (230)                                                     |                                |                                |
| 先进技术研究院 (218)                                                 |                                |                                |
| 国际金融研究院 (205)                                                 |                                |                                |

## 教学科研

### 师资力量
中国科大拥有一支高素质的师资队伍。截至2023年12月共有教学与科研人员2995人，其中教授1055人（含相当专业技术职务人员），副教授1092人（含相当专业技术职务人员）。中国科学院和中国工程院院士55人，发展中国家科学院院士17人，国家万人计划领军人才30人，青年拔尖人才13人，国家杰出青年科学基金获得者115人，优秀青年科学基金获得者108人，教育部长江学者（含青年）51人，国家“千人计划”（长期和短期项目）46人，“青年千人计划”124人，国家级教学名师7人。同时，一批国内外著名学者受聘担任名誉（客座）教授、“大师讲席”教授。其中，两院院士、万人计划、千人计划、国家杰青、长江学者、百人计划、教学名师等高层次人才不重复统计共有708人，占固定教师总数的44.7%；“四青人才”（青千、青拔、优青和长青）不重复统计占高层次人才的55%。

### 本科教育
科大的本科教育采取的是学分制，现行学制标准为4年，同时也实行3-6年的弹性学制。培养方案中的本科课程包括通修课程、学科群基础课程、专业核心课程、专业方向课程和自由选修课程五个层次，并按专业学科属性来设计培养计划，与研究生课程贯通设计。全校实行100%自由专业选择，大一结束后可提交申请重新选择专业。
科大陆续开办了 16 个科技英才班，对有潜力的优秀人才进行重点培养，在科学和工程领域造就拔尖创新人才。包括“华罗庚数学英才班”、“严济慈物理英才班”等8个基础科学英才班以及“赵忠尧应用物理英才班”等8个高技术类英才班。
学校重视对于本科生对于科学研究的动手能力的培养。例如，学校在高年级本科生中推行“大学生研究计划”，鼓励本科生积极参与科研活动、培养创新意识。从1999年起，学校在本科生中全面推行“大学生研究计划”。目前，学校每年实施的大学生研究计划项目近700项，本科生中约有45％参与了该项计划，参与计划的学生中有15%发表了科研成果。由于学校采取的是“所系结合”办校方针，科研气氛较浓；受此传统的影响，科大本科毕业生大多选择继续深造。例如，本科毕业生每年的出国学习的比例约30％，在中国大陆大学中名列首位；而保送和考取国内研究生则为50%左右，保送比例位居全国高校前列。
截至到2017年，科大共培养了72名院士；本科生中约每千人就产生1名中国科学院或中国工程院院士以及700多名硕士、博士，比例高居全国高校第一。

### 学术研究
中国科大是一个研究型大学，科研力量在国内名列前茅。科大是一所拥有国家实验室的大学，包括：国家同步辐射实验室，量子信息科学国家实验室；此外，科大还拥有合肥微尺度物质科学国家研究中心、火灾科学国家重点实验室、国家高性能计算中心（合肥）、蒙城地球物理国家野外科学观测研究站等5个国家级科研机构。科大规模小、精度高，2007年至2017年2月间发表SCI／SSCI论文篇均被引用数在大陆高校中排名第一；标准化科研论文影响力（FWCI）连续多年位居全国第一。截至2017年，中国科大的科研成果共有1次入选“世界十大科技进展”、15次入选“中国十大科技进展新闻”、和13次“中国高等学校十大科技进展”，数量均为全国之首。
由于中国科大是中国科学院创办并主管的大学，学校采取的是“全院办校，所系结合”的办学方针，在建校初期，学校的各个系就是依托中国科学院的多个研究所而建成的；在进入二十一世纪后，学校进一步通过与近百所科学院下属的国家级研究所签署合作协议，在共建学科专业、联合建立实验室、联合培养研究生、互聘高级学者、教学与科研资源相互开放等展开全方面合作，大大提升了学校的科研力量和研究水平。
中国科大近年来在量子通信、人工智能、高温超导、纳米科技、空间科学、火灾科学、生命健康等领域取得了一系列具有世界领先水平的原创性成果。
科大所办的学术刊物有：《Cellular & Molecular Immunology》（细胞与分子免疫学，英文期刊）、《教育与现代化》、《实验力学》、《Chinese Journal of Chemical Physics》（化学物理学报，英文期刊）和《低温物理学报》。

### 排名聲譽
|        | 2020     | 2021     | 2022     | 2023     | 2024     |
| ------ | -------- | -------- | -------- | -------- | -------- |
| THE    | 3（80）  | 5（87）  | 6（88）  | 6（74）  | 6（57）  |
| USnews | 3（128） | 4（124） | 4（110） | 5（102） |          |
| ARWU   | 5（73）  | 5（63）  | 5（62）  | 6（64）  |          |
| QS     | 6（89）  | 6（93）  | 6（98）  | 6（94）  | 6（137） |

中国科大的优势主要集中在前沿科学和高新技术，学校所有主干学科全部进入ESI前1%。在教育部发布的2017年全国第四轮学科评估评估中，中科大所有理学基础学科全部进入A档（前5%），物理学、化学、天文学、地球物理学、科学技术史、核科学与技术、安全科学与工程等7个学科获评A+（前2%）。在“自然指数“(Nature Index)2020年度排行榜中，中国科大位居中国高校第1位，全球高校第4位。
在2023年ARWU世界大学学术排名中，中科大共有5个学科进入世界前10，18个学科进入世界前50：
| 学科             | 学科英文                            | 2019     | 2019     | 2020     | 2020     | 2021     | 2021     | 2022     | 2022     | 2023     | 2023     |
| 学科             | 学科英文                            | 世界排名 | 内地排名 | 世界排名 | 内地排名 | 世界排名 | 内地排名 | 世界排名 | 内地排名 | 世界排名 | 内地排名 |
| ---------------- | ----------------------------------- | -------- | -------- | -------- | -------- | -------- | -------- | -------- | -------- | -------- | -------- |
| 纳米科学与技术   | Nanoscience & Nanotechnology        | 8        | 3        | 4        | 3        | 4        | 3        | 3        | 2        | 1        | 1        |
| 能源科学与工程   | Energy Science & Engineering        | 13       | 5        | 9        | 5        | 8        | 4        | 7        | 3        | 3        | 2        |
| 化学             | Chemistry                           | 14       | 1        | 11       | 1        | 8        | 1        | 7        | 1        | 5        | 1        |
| 材料科学与工程   | Materials Science & Engineering     | 17       | 3        | 14       | 3        | 13       | 3        | 11       | 2        | 5        | 2        |
| 冶金工程         | Metallurgical Engineering           | \        | \        | \        | \        | 25       | 12       | 13       | 9        | 9        | 8        |
| 化学工程         | Chemical Engineering                | 18       | 7        | 18       | 7        | 18       | 8        | 16       | 9        | 13       | 10       |
| 物理学           | Physics                             | 35       | 2        | 35       | 2        | 30       | 2        | 30       | 2        | 21       | 1        |
| 计算机科学与工程 | Computer Science & Engineering      | 34       | 4        | 25       | 6        | 25       | 9        | 32       | 10       | 26       | 8        |
| 机械工程         | Mechanical Engineering              | 21       | 7        | 16       | 6        | 17       | 7        | 19       | 7        | 27       | 19       |
| 仪器科学         | Instruments Science & Technology    | 25       | 16       | 38       | 23       | 30       | 22       | 27       | 22       | 30       | 28       |
| 生物医学工程     | Biomedical Engineering              | 50       | 13       | 29       | 9        | 29       | 8        | 16       | 7        | 32       | 18       |
| 图书情报科学     | Library & Information Science       | \        | \        | 47       | 3        | 25       | 3        | 22       | 3        | 35       | 7        |
| 地球科学         | Earth Sciences                      | \        | \        | \        | \        | \        | \        | \        | \        | 38       | 8        |
| 交通运输工程     | Transportation Science & Technology | \        | \        | 33       | 14       | 38       | 19       | \        | \        | 40       | 22       |
| 自动化与控制     | Automation & Control                | \        | \        | \        | \        | \        | \        | \        | \        | 43       | 15       |
| 通信工程         | Telecommunication Engineering       | 25       | 11       | 38       | 17       | 42       | 18       | 50       | 15       | 44       | 17       |
| 纺织科学与工程   | Textile Science and Engineering     | \        | \        | \        | \        | \        | \        | \        | \        | 45       | 26       |
| 数学             | Mathematics                         | \        | \        | \        | \        | \        | \        | \        | \        | 50       | 4        |

### 经费
中国科大的资金来源主要是政府投入，包括中国科学院、教育部和安徽省政府。2024年学校教育和科技预算支出为83.52亿元，总量位居全国前列。
除了政府投入外，中国科大也发起成立中国科学技术大学教育基金会，与校友自发成立的一些非官方基金会共同来推动学校的发展。

## 奖学金
- 郭沫若奖学金，为本科生的最高荣誉奖学金。

## 校园环境

### 校区

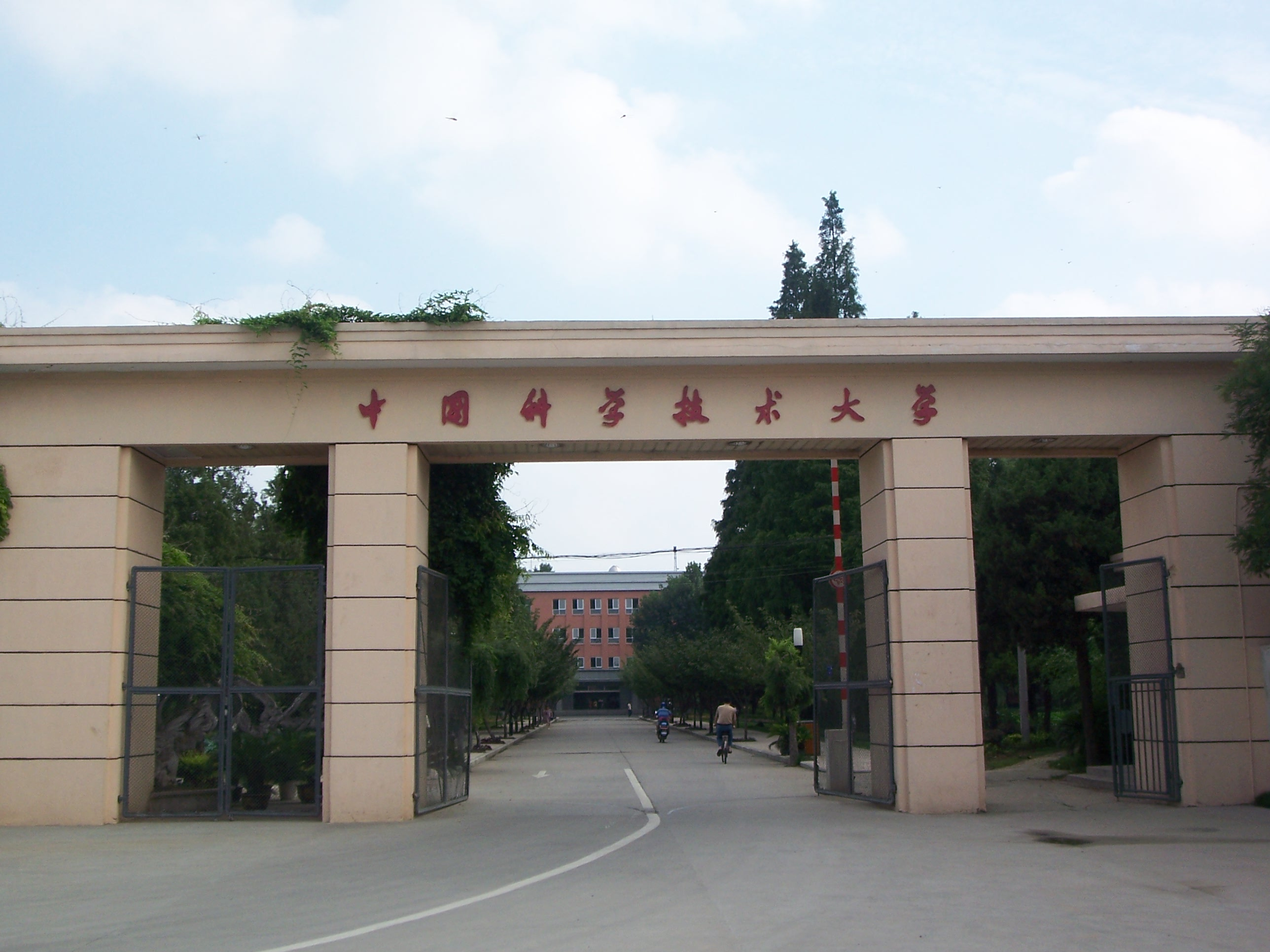
东校区老北门

科大刚建成时，位于北京市西郊的玉泉路19号。文化大革命后学校开始南迁，学校的物资和人员在安庆、淮南、马鞍山、铜陵、合肥等地辗转。至1970年10月，基本完成到合肥的搬迁，在原合肥师范学院位置办学，也就是今天的东校区。后来，伴随着政府的规划以及学校的兼并，又增加了北、西、南三个校区。目前学校的院系和科研机构主要集中在东、西两个校区。其中，东区以数学学院、物理学院等理科院系为主，并有各类行政机构和后勤部门，是1970年代科大迁至合肥时的校区，常常又称为老校区。而一街区之隔，始建于1986年的西校区，则以信息科学学院、生命科学学院等工科院系为主。东、西、南、北四校区之间均有校园巴士接驳，在校师生刷校园一卡通即可免费乘坐。2012年，在科大东、西校区之间的合肥学院北校区教学区的土地，由合肥市政府拨给科大，新增了连接东区西区的中校区。按照规划，东、西两校区的宿舍楼的部分学生将搬迁至中校区，以缓解住宿压力。

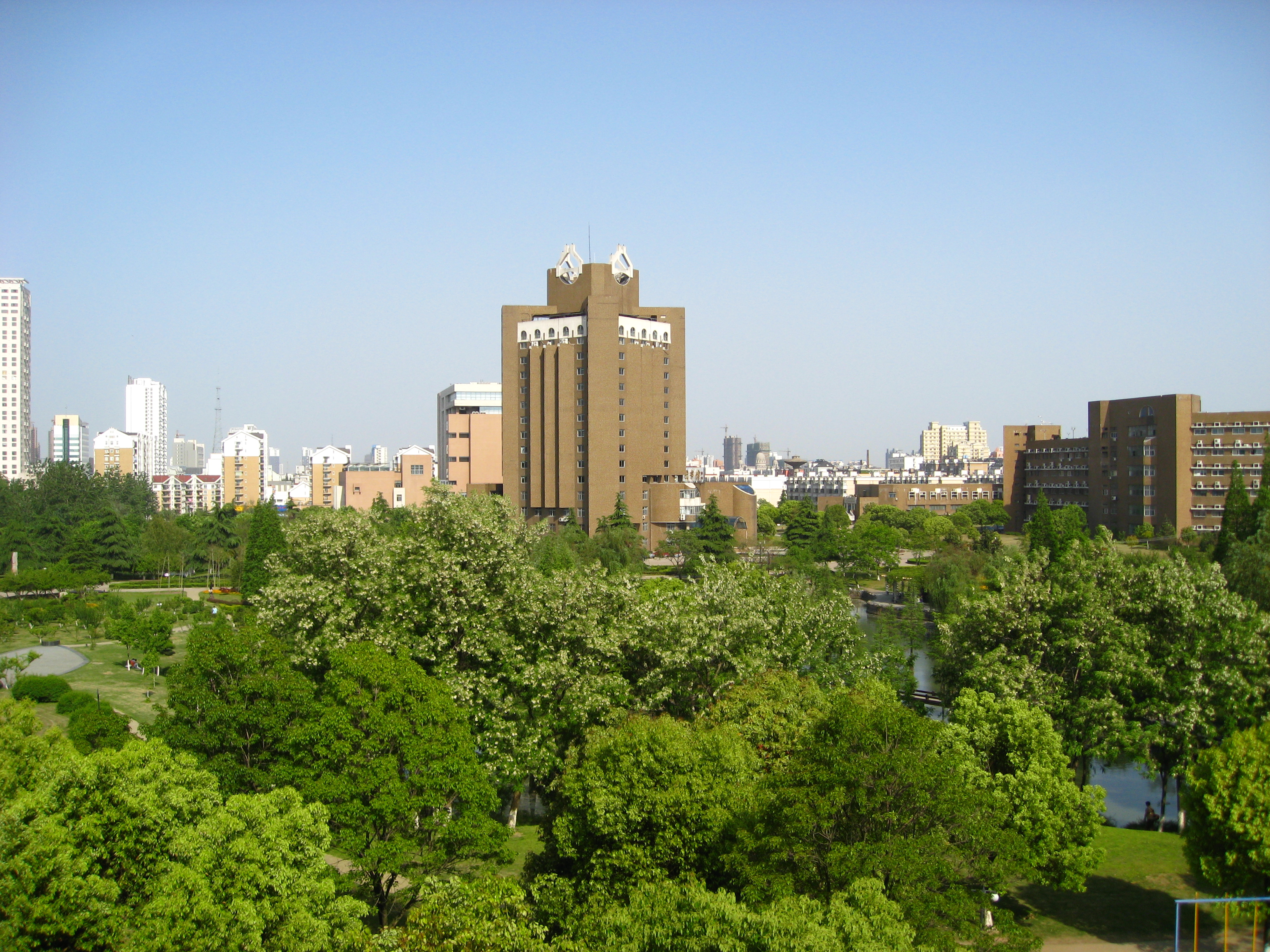
西校区图书馆

科大在合肥除了这五个校区之外，另外还有大蜀山西侧的先进技术研究院。2016年启动的合肥高新技术产业开发区的规划用地中，按照规划，科大也将建设一个3000亩的高新园区。高新园区一期已于2021年9月启用。
此外，在苏州、上海等地也有隶属科大的研究院，主要进行研究生培养和技术研究。

### 著名地标
玉泉北路
该路名为沿用科大在北京建校时所在位置的地名而来，为第一教学楼通往老北门的主干道。道路两旁栽种有日本晚樱，故又俗称樱花大道。每至花季，落英缤纷，便会吸引许多学生与合肥市民驻足、摄影。
天使路
少年班学院楼前的道路，因种植路旁的国槐上栖息大量灰喜鹊，行人至此常常“中弹”而得名。因避俗而用谐音字命名为“天使”。与该路交叉的位于第一教学楼后侧的“勤奋路”，亦是谐音。

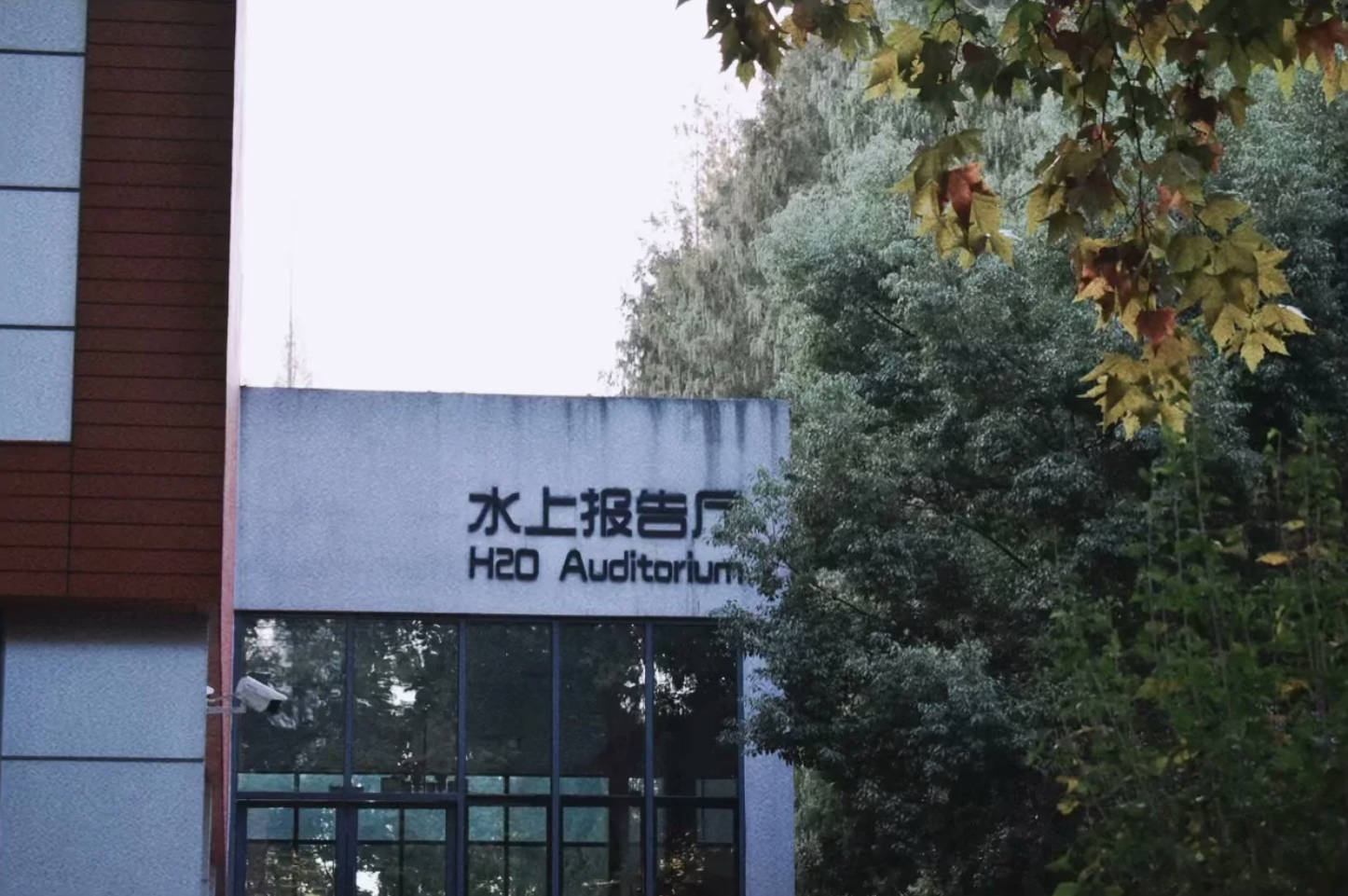
水上报告厅
科大现存最有历史的报告厅，1985年，史蒂芬·霍金曾在此演讲。现在报告厅仍然承载各类会议、报告活动，同时也作为中国科学技术大学校友总会的办公地点。
四牌楼
东校区西南侧222、223、230和231四栋宿舍楼的统称。1970年代建成，文化大革命后即开始入住学生，至今尚存。饱含着早年科大校友的青春记忆。中国科大校友基金会成立有“四牌楼纪念基金”。
西区图书馆
建成于1997年，曾是中国科大图书馆的总馆，同时也曾经是西区高度最高的建筑。它是广大本科学生自习的去处，常常一座难求。中国建设银行的科大校友信用卡的设计即是采用了西区图书馆作为主体构图。

## 校园文化

### 科大精神
对于科大精神的诠释，不同的人有着不同的看法，但都有着共通之处，包括勤奋的学风和创新的精神。例如，有人认为是勤奋、创新和诚信；有人认为是优良的学风、自由开放的学术氛围、以及理性和创新等；也有人认为“我创新，故我在”的创新精神，“科学有险阻，苦战能过关”的科学精神，“独立思考，不畏权威”的民主精神，以及“科教报国，矢志不悔”的民族精神，是科大精神的主体。从建校开始，创新就一直是科大的标签：建校目标新（培养现代化尖端科技人才），办学模式新（科研教学一体化）以及学科建设和人才培养模式的创新。勤奋的学风是科大精神的另一方面。在中国的大学中，科大的学生以其刻苦勤奋，因此有一句顺口溜：“穷清华，富北大，不要命的上科大。”，该校宣传部门则认为“不要命”形容的就是科大学生的艰苦奋斗精神。
但另一方面，也有部分校友和相关人士评论指，科大的价值观过于单一，限制了学生的眼界。许多学生进入科大就是为了出国，中国科大成了为美国培养人才的预科班。为了出国，曾有学生出现冒名顶替申请现象。

### 瀚海星云BBS
瀚海星云BBS是中国科学技术大学的官方BBS，也是中国教育网内较早开办的高校官方BBS之一和中国高校最早自觉实行实名制的BBS之一。学校各部门、各院系在BBS上均有专门的板块。学生可以通过BBS发帖的形式与学校相关部门进行互动。此举被认为增进了校园的民主风气。瀚海星云上还有众多的飞跃板块，为出国的学生交流经验与分享信息之用，每年申请季形成了BBS晒offer的传统。此外，专门有Notice版用于发布校内的各类信息，学生关注此板块即可获取重要通知资讯。另外，瀚海星云上如PieBridge版、Love版、Psychology版、SecondHand版、Free版、LostAndFound版都是人气较旺、用于学生之间各类交流的板块。

### 院系代号
由于中国科大创办之初是呼应“两弹一星”目标的类军工院校，或许出于保密原因，各部门、院系都编以代号，此传统一直沿用至今。校内学生介绍自己来自哪个院系时，一般都以数字指代，而不说系名的全称。在校友活动中，也往往以入学年份加上院系编号来表示自己的班级，作为辨识“自己人”的重要手段。

### 文艺活动
校内主要文艺活动有迎新晚会、演讲比赛、主持人大赛、“See You”毕业纪念活动、K-star校园歌手大赛、美丽邂逅女生节活动、树之话剧专场等。

### 学生社团
除了学生会和研究生会以外，科大还有许多针对不同兴趣的学生社团，包括学生合唱团（页面存档备份，存于）、实习与职业发展协会、微软技术俱乐部、中国科学技术大学Linux用户协会（页面存档备份，存于）、科学考察探险协会、树之社、芳草社、思源社、精进爱心社、经济学社、桥牌俱乐部、LEO动漫社，学生业余无线电协会等近90个学生社团。

### 隐形资助
对于贫困生的资助，中国科大除了设立助学金之外，还通过分析学生食堂消费情况进行“隐形资助”。对每月在食堂就餐60次以上，平均每餐消费在4.0元以下的男生和3.7元以下的女生，学校每月发放160元生活补助。每月大约会有400名学生获得资助。此模式后来被不少学校效仿。2013年，教育部开始在全国范围推广隐形资助的助贫方式。

## 著名人物

### 名师
曾在科大兼职执教的两院院士就超过130人，曾经或正在科大执教的部分名师：
郭沫若、竺可桢、吴有训、侯德封、严济慈、赵忠尧、贝时璋、钱临照、郭永怀、傅承义、华罗庚、张文裕、钱志道、钱学森、刘达、钱三强、卢嘉锡、马大猷、赵九章、朱洪元、关肇直、吴文俊、刘有成、杨承宗、谷超豪、童秉纲、周光召、邹承鲁、唐孝威、陈希孺、汤洪高、王水、梁栋材、阮图南、俞昌旋、潘建偉

### 著名校友

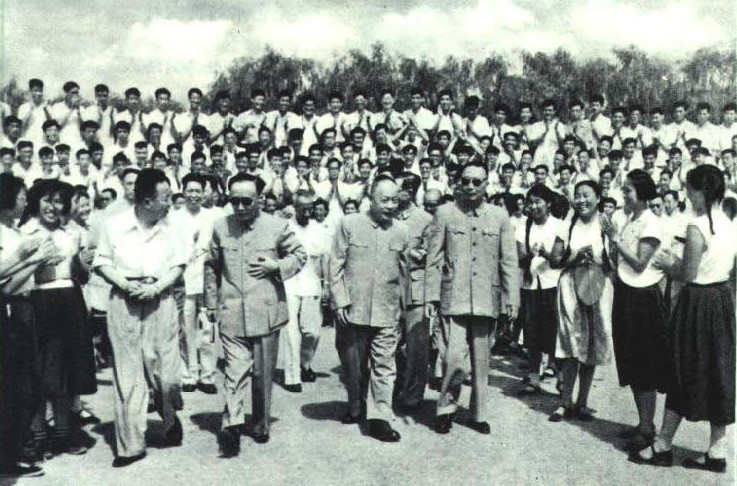
1963年中国科学技术大学首届毕业典礼，左起杨秀峰、郭沫若、陈毅、聂荣臻

中国科大的教育体制成功培养出了大批优秀的科技人才。从建校至2011年，科大已有53名毕业生（包括50名本科毕业生）当选中国科学院或中国工程院院士，有11名毕业生获选第三世界科学院院士；此外，更有不少科大毕业生被评选为美国艺术与科学院（AAAS）院士、美国国家科学院（NAS）院士、美国物理学会（APS）会士、计算机协会（ACM）会士、电气电子工程师学会（IEEE）会士、美国机械工程师学会（ASME）会士等；而高科技企业带头人中也不乏科大校友，如联想集团董事长杨元庆等。1999年到2008年间，校友中共有7人入选“中国青年五四奖章”、“中国十大杰出青年”。而由于毕业生的高出国率，其海外校友中颇负盛名者亦不少，如张亚勤，2003年度美国麦克阿瑟基金会“天才奖”获得者庄小威以及其他一些任职于世界著名高校的教授等等。
前任中共中央政治局常委，全国政协主席的汪洋亦是科大的校友（在职研究生学历）。

## 相关组织

### 校友会
1988年9月，中国科学技术大学校友总会（University of Science and Technology of China Alumni Association）在建校三十周年前夕正式成立。成立大会上，通过了《中国科学技术大学校友总会章程》，选举产生了校友总会第一届理事会。校友总会成立后，为进一步联络校友、增进友谊、加强合作、弘扬科大精神，凝聚校友力量做出了大量富有成效的工作，得到了全校师生和广大校友的广泛支持与赞赏。

### 教育基金会
中国科学技术大学教育基金会（英文：University of Science and Technology of China Education Foundation），简称“中国科大教育基金会”（英文：USTCEF），成立于1993年，纳税人识别码：5334000074676594XQ。
中国科大教育基金会是唯一由中国科学技术大学依法注册成立、具有法人资格的基金会，代表学校接受和管理社会各界的捐赠、依法申请捐赠资金配比，是具有公益性捐赠税前扣除资格的非营利性社会组织。教育基金会的业务主管部门是安徽省教育厅，登记管理单位是安徽省民政厅，前身是成立于1993年4月的“中国科技大学少年班超常教育基金会”，1998年4月更名为“中国科学技术大学教育基金会”。2010年3月被安徽省民政厅评为“5A级社会组织”。
中国科大教育基金会受《慈善法》《公益事业捐赠法》《慈善组织信息公开办法》约束。

### 校友基金会
除了学校官方的教育基金会，中国科大校友还自发成立了两个校友基金会，分别是中国科大海外校友基金会（USTCAF.ORG）和北京中国科学技术大学新创公益基金会（USTCIF.ORG）。

#### 中国科学技术大学海外校友基金会
中国科大海外校友基金会于1995年正式成立，是中国留学生中创办最早、海外校友捐赠比例最高的基金会。基金会拥有美国联邦税务署（IRS）认可之501(c)(3)免税地位，已初步建立覆盖北美的校友网络。2005年12月，筹款总数达到五十万美元；2007年5月13日，筹款总额超过一百万美元。为了缅怀对耕耘讲台三十年的阮图南教授，校友基金会于2007年设立阮图南纪念基金，诺贝尔奖获得者李政道博士闻讯后慷慨捐赠1000美元。

#### 北京中国科学技术大学新创公益基金会
新创基金于2006年初开始酝酿，是为中国科大发展服务的教育类非政府组织（NGO），也是中国第一个独立的大学校友基金会。2007年10月26日，新创基金核准首次两笔项目经费——15万元郭沫若奖学金、30万元爱心奖学金被汇往中国科技大学。为了做到信息公开，新创基金会每年都会进行财务报告公布。

### 校办企业
科大讯飞
国盾量子

### 引用
1. ↑  . 2004年10月17日  [2008年9月11日]. （原始内容存档于2008年6月19日）.
2. ↑  .   [2008年9月2日]. （原始内容存档于2008年9月5日）.
3. 1 2  . new.qq.com.   [2018-05-25]. （原始内容存档于2018-05-25） （中文（中国大陆））.
4. ↑  . www.teach.ustc.edu.cn.   [2024-08-20]. （原始内容存档于2025-01-15）.
5. ↑  .   [2022-08-29]. （原始内容存档于2008-11-23）.
6. 1 2  中国科学技术大学档案馆. .   [2008-11-26]. （原始内容存档于2009-05-08）.
7. ↑  . 《人民日报》. 1958-09-21.
8. ↑  .   [2008年5月6日]. （原始内容存档于2007年10月24日）.
9. ↑  中国科学技术大学档案馆. .   [2008-11-26]. （原始内容存档于2009-05-08）.
10. 1 2  中国科学技术大学档案馆. .   [2008-11-26]. （原始内容存档于2009-05-08）.
11. 1 2 3 4 5 6 7  中国科学技术大学档案馆. .   [2008-11-26]. （原始内容存档于2009-05-05）.
12. ↑  中国科学技术大学档案馆. .   [2008-11-26]. （原始内容存档于2009-05-08）.
13. ↑  中国科学技术大学档案馆. .   [2008-11-26]. （原始内容存档于2009-05-08）.
14. ↑  楼望和. . 中国科大五十周年校庆网站.   [2009-02-17]. （原始内容存档于2008-11-21）.
15. 1 2  .   [2008-12-13]. （原始内容存档于2008-12-17）.
16. ↑  .   [2008-10-31]. （原始内容存档于2009-07-28）.
17. ↑  中国科学技术大学档案馆. .   [2008-11-26]. （原始内容存档于2009-05-08）.
18. ↑  余翔林. . 《科学时报》. 2002-04-19.
19. ↑  中国科学技术大学档案馆. .   [2008-11-26]. （原始内容存档于2009-05-08）.
20. ↑  丁毅信. . 辽海出版社. 1999: 292–294. ISBN 7-80649-144-9.
21. ↑  中国科学技术大学档案馆. .   [2008-11-26]. （原始内容存档于2009-05-08）.
22. ↑  侯光明，p35－36
23. ↑  中国科技大学. . 2004-10-17  [2009-01-21]. （原始内容存档于2007-10-23）.
24. ↑  王石川. . 国际在线. 2008-09-27  [2009-01-21]. （原始内容存档于2008-09-28）.
25. 1 2  中国科学技术大学档案馆. .   [2008-11-26]. （原始内容存档于2009-05-08）.
26. ↑  . 五十周年校庆办公室.[]
27. ↑  . 中国科大新闻中心.   [2010-02-19]. （原始内容存档于2015-05-04）.
28. ↑  . 中国科大新闻中心.   [2009-03-07]. （原始内容存档于2008-10-01）.
29. ↑  . 中国科大新闻中心.   [2009-03-07]. （原始内容存档于2008-09-30）.
30. ↑  .   [2010-01-21]. （原始内容存档于2015-05-04）.
31. ↑  .   [2017-10-04]. （原始内容存档于2017-09-08）.
32. ↑  . vi.ustc.edu.cn.   [2017-10-05]. （原始内容存档于2017-12-27）.
33. ↑  . www.ustcif.org.   [2017-10-05]. （原始内容存档于2017-10-04）.
34. ↑  丁毅信. . 辽海出版社. 1999: 11. ISBN 7-80649-144-9.
35. ↑  笑友. .   [2008-11-26].[永久]
36. ↑  .   [2017-10-04]. （原始内容存档于2017-06-02）.
37. ↑  郭传杰. . 《中国科大报》第482期. 2003年9月17日.
38. ↑  .   [2021-12-17]. （原始内容存档于2022-01-12）.
39. ↑  .   [2021-12-17]. （原始内容存档于2021-12-17）.
40. ↑  . hr.ustc.edu.cn.   [2024-08-20]. （原始内容存档于2024-12-08）.
41. ↑  . hr.ustc.edu.cn.   [2019-01-08]. （原始内容存档于2019-01-08）.
42. 1 2  . 院系和专业培养方案.   [2024-08-20]. （原始内容存档于2024-08-20）.
43. ↑  . gaokao.chsi.com.cn.   [2018-05-26]. （原始内容存档于2018-05-26）.
44. ↑  . 2002年1月28日  [2016-05-22]. （原始内容存档于2007年9月19日）.
45. ↑  周梅. . 新华网安徽频道新闻中心. 2008-09-13  [2008-12-06]. （原始内容存档于2014-08-26）.
46. ↑  .   [2008-12-12].[永久]
47. ↑  .   [2008年5月7日]. （原始内容存档于2014年8月26日）.
48. ↑  .   [2008年5月7日]. （原始内容存档于2014年8月26日）.
49. ↑  最好大学网. . www.zuihaodaxue.com.   [2018-05-25]. （原始内容存档于2018-05-25） （中文）.
50. ↑  . www.news.cn.   [2018-05-26]. （原始内容存档于2018-05-04）.
51. ↑  . sias.ustc.edu.cn.   [2018-05-26]. （原始内容存档于2018-05-26）.
52. ↑  . 新华网安徽频道. 2008-09-13  [2009-02-17]. （原始内容存档于2012-07-23）.
53. ↑  . employment.ustc.edu.cn.   [2020-04-22]. （原始内容存档于2020-05-28）.
54. ↑  . QS Quacquarelli Symonds Limited. 2025.
55. ↑  . employment.ustc.edu.cn.   [2018-05-25]. （原始内容存档于2018-05-25）.
56. ↑  . www.cdgdc.edu.cn.   [2018-05-25]. （原始内容存档于2019-02-10）.
57. ↑  . www.natureindex.com.   [2020-05-05]. （原始内容存档于2020-05-09）.
58. ↑   (PDF). 中国科学技术大学信息公开. 2024-05  [2024-08-20]. （原始内容存档 (PDF)于2024-07-07） （中文）.
59. ↑  . ef.ustc.edu.cn.   [2024-08-20]. （原始内容存档于2024-09-13）.
60. ↑  . 合肥晚报. 2014-09-05  [2017-10-05]. （原始内容存档于2017-10-05）.
61. ↑  . 江淮晨报. 2017-07-28  [2017-10-05]. （原始内容存档于2017-10-05）.
62. ↑  . 中国科学技术大学新创校友基金会. 2022-01-23  [2025-01-03]. （原始内容存档于2022-10-05）.
63. ↑  . 合肥晚报. 2017-03-22  [2017-10-05]. （原始内容存档于2017-10-05）.
64. ↑  . www.ustcif.org.   [2017-10-05]. （原始内容存档于2017-10-05）.
65. ↑  . 中国数字时代.   [2017-10-05]. （原始内容存档于2017-10-01） （中文）. Authors list列表中的|first1=缺少|last1= (帮助)
66. ↑  . aga.ustc.edu.cn.   [2017-10-05]. （原始内容存档于2017-10-04）.
67. ↑  . www.ustc.global.   [2017-10-05]. （原始内容存档于2017-10-04）.
68. ↑  .   [2017-10-04]. （原始内容存档于2017-10-04）.
69. ↑  彭子成. . 《中国科大报》第585期. 2006-04-15.
70. ↑  李曙光. .   [2008-11-26]. （原始内容存档于2008-08-27）.
71. ↑  .   [2008-11-26].[永久]
72. ↑  丁毅信. . 辽海出版社. 1999: 315–319. ISBN 7-80649-144-9.
73. ↑  .   [2009-06-19]. （原始内容存档于2012-07-31）.
74. ↑  . www.ustcif.org.   [2017-10-05]. （原始内容存档于2017-10-05）.
75. ↑  本报记者 张国. . 中国青年报. 2008-05-26  [2017-10-05]. （原始内容存档于2017-10-05）.
76. ↑  .   [2017-10-04]. （原始内容存档于2018-07-16）.
77. ↑  陈欢欢. . 科学时报，2008-10-17，A2国内. 2008-10-17  [2017-10-05]. （原始内容存档于2017-10-05）.
78. ↑  .   [2017-10-04]. （原始内容存档于2017-10-04）.
79. ↑  .   [2014-12-24]. （原始内容存档于2014-08-17）.
80. ↑  晓杨. . china.cnr.cn.   [2017-10-05]. （原始内容存档于2017-07-16） （中文（中国大陆））.
81. ↑  丁毅信. . 辽海出版社. 1999: 328. ISBN 7-80649-144-9.
82. ↑  . 中国科学技术大学新闻网. 2008-05-21  [2008-12-08]. （原始内容存档于2008-09-18）.
83. ↑  .   [2008年5月6日]. （原始内容存档于2008年4月15日）.（英文）
84. ↑  .   [2008年5月6日]. （原始内容存档于2015年5月4日）.
85. ↑  .   [2008年5月6日]. （原始内容存档于2008年5月12日）.
86. ↑  .   [2008年5月6日]. （原始内容存档于2008年5月12日）.
87. ↑  .   [2008年10月31日]. （原始内容存档于2008年12月7日）.
88. ↑  .   [2008年10月31日]. （原始内容存档于2008年10月5日）.
89. ↑  .   [2009年3月8日].[永久]